# Carlos Ernest Cook
Carlos Ernesto Cook, también conocido como Carl Ernst Cook y Carlos Ernesto Cook de Lerhanzky fue un escritor alsaciano nacido en Mülhausen y asentado en España, uno de los introductores del Romanticismo en este último país.

## Biografía
Aunque se le ha tenido casi siempre en España como refugiado inglés, Carl Ernst Cook nació en realidad en Mülhausen, en Alsacia, según el hispanista Hans Juretschke. Se trasladó a Menorca e, interesado en los estudios científicos, fundó en 1803 en Mahón un colegio para la enseñanza de la juventud menorquina muy prestigioso y del cual salieron científicos muy aventajados, como el padre de la toxicología científica, el médico Mateo Orfila, el escritor Fernando Patxot, Vicente Albertí, el frenólogo y lingüista Mariano Cubí y Soler y muchos otros. De ideología liberal, emigró a Italia, de donde fue expulsado tras la revolución de 1821; se trasladó entonces a Barcelona, donde fundó una academia de lenguas y, con otros escritores (Ramón López Soler, Buenaventura Carlos Aribau, y los carbonarios Luigi Monteggio y Fiorenzo Galli) cofundó la revista El Europeo (1823-1824), que introdujo el Romanticismo en España. Allí redactó fundamentalmente los artículos de carácter científico, en especial sobre lo más oculto y tenebroso de la ciencia de entonces, desde la fisiognomía al magnetismo animal y la frenología: Galvani, Mesmer y los estudios sobre el cerebro de Franz Gall; en suma, la Filosofía de la Naturaleza de los románticos en la cual se mezclaba íntima e indisolublemente la ciencia con los misterios de la filosofía y la religión. Adaptó textos de Franz Joseph Gall y Juan Mayer en un tratado de frenología, la Exposición del sistema del Doctor Gall, sobre el cráneo y celebro, y método para conocer en la parte esterior de cráneo, las principales inclinaciones naturales y talentos (Barcelona: Impr. de la viuda é hijos de D. Antonio Brusi, 1822). También publicó en El Europeo la primera versión española, aunque incompleta, del Sakuntala.

## Fuente
- VV. AA., Diccionario Biográfico del Trienio Liberal, Madrid: Ediciones El Museo Universal, 1992.

- Datos: Q5750262